# 시부야 히로키
시부야 히로키(일본어: 渋谷 洋樹, 1966년 11월 30일 ~ )는 일본의 전 축구 선수, 감독이다.

## 구단 경력
1985년 후루카와 전공(제프 유나이티드 이치하라)에 입단하였다. 1992년 도스 퓨처스로 이적했다. 1995년부터 1997년까지 NTT 간토에서 뛰었다.

## 지도자 경력
은퇴 후에는 오미야 아르디자의 코치를 거쳐, 2014년부터 2017년까지 오미야 아르디자에서 감독을 맡았다. 2018년 로아소 구마모토의 감독으로 취임하였다.